# Логинов, Борис Алексеевич
Борис Алексеевич Логинов — советский футболист, вратарь.

## Клубная карьера
Борис Логинов начал заниматься футболом в группе подготовки ЦСКА. Дебютировал в команде мастеров в 1973 году в армейской команде Прикарпатского военного округа СК «Луцк», сыграв за нее один сезон. Следующие два года футболист играл в другой команде второй лиги «Волгарь» из Астрахани (в 1975 году вместе с Ринатом Дасаевым). В 1976 году Борис Логинов перешёл в команду высшей лиги «Крылья Советов» из Куйбышева, дебютировал в команде в осеннем первенстве 1976 года, сыграв в этом чемпионате один матч. В следующем сезоне он становится основным вратарём команды, сыграв 18 матчей первенства, однако в этом году команда заняла последнее место в чемпионате и выбыла в первую лигу. В следующем году после пяти проведённых матчей перешёл в клуб второй лиги «Спартак» из Рязани. В начале сезона 1979 года Логинов вернулся в «Крылья Советов», которые после победы в турнире первой лиги вернулись в высшую лигу В сезоне 1979 года отразил два пенальти. Однако команда задержалась в высшей лиге всего на один сезон, и после занятого последнего места в чемпионате сезон 1980 года провела в первой лиге. Сезон 1980 Борис Логинов провел в куйбышевской команде, после чего покинул клуб. В 1981 году он находился в составе «Колоса» из Никополя — однако, так и не сыграл за команду, после чего решил завершить выступления на футбольных полях.

## Клубная статистика
| Выступление      | Выступление      | Выступление      | Лига | Лига | Кубок | Кубок | Прочие | Прочие | Итого | Итого |
| Клуб             | Лига             | Сезон            | Игры | Голы | Игры  | Голы  | Игры   | Голы   | Игры  | Голы  |
| ---------------- | ---------------- | ---------------- | ---- | ---- | ----- | ----- | ------ | ------ | ----- | ----- |
| СК «Луцк»        | вторая           | 1973             | —    | —    | —     | —     | —      | —      | 0     | 0     |
| СК «Луцк»        | Итого            | Итого            | —    | —    | —     | —     | —      | —      | 0     | 0     |
| Волгарь          | вторая           | 1974             | 21   | -    | —     | —     | —      | —      | 21    | 0     |
| Волгарь          | вторая           | 1975             | 8    | -    | —     | —     | —      | —      | 8     | 0     |
| Волгарь          | Итого            | Итого            | 29   | -    | —     | —     | —      | —      | 29    | 0     |
| Крылья Советов   | высшая           | 1976 (в)         | —    | —    | —     | —     | —      | —      | 0     | 0     |
| Крылья Советов   | высшая           | 1976 (о)         | 1    | -1   | —     | —     | —      | —      | 1     | -1    |
| Крылья Советов   | высшая           | 1977             | 18   | -31  | —     | —     | 2      | 0      | 20    | -31   |
| Крылья Советов   | первая           | 1978             | 5    | -6   | 4     | -4    | —      | —      | 9     | -10   |
| Крылья Советов   | высшая           | 1979             | 11   | -19  | —     | —     | —      | —      | 11    | -19   |
| Крылья Советов   | первая           | 1980             | 18   | -24  | 5     | -6    | —      | —      | 23    | -30   |
| Крылья Советов   | Итого            | Итого            | 53   | -81  | 9     | -10   | 2      | 0      | 64    | -91   |
| Спартак (Рязань) | вторая           | 1978             | 29   | -    | —     | —     | —      | —      | 29    | 0     |
| Спартак (Рязань) | Итого            | Итого            | 29   | -    | —     | —     | —      | —      | 29    | 0     |
| Всего за карьеру | Всего за карьеру | Всего за карьеру | 111  | -81  | 9     | -10   | 2      | 0      | 122   | -91   |